# Newspaper Rock State Historic Monument

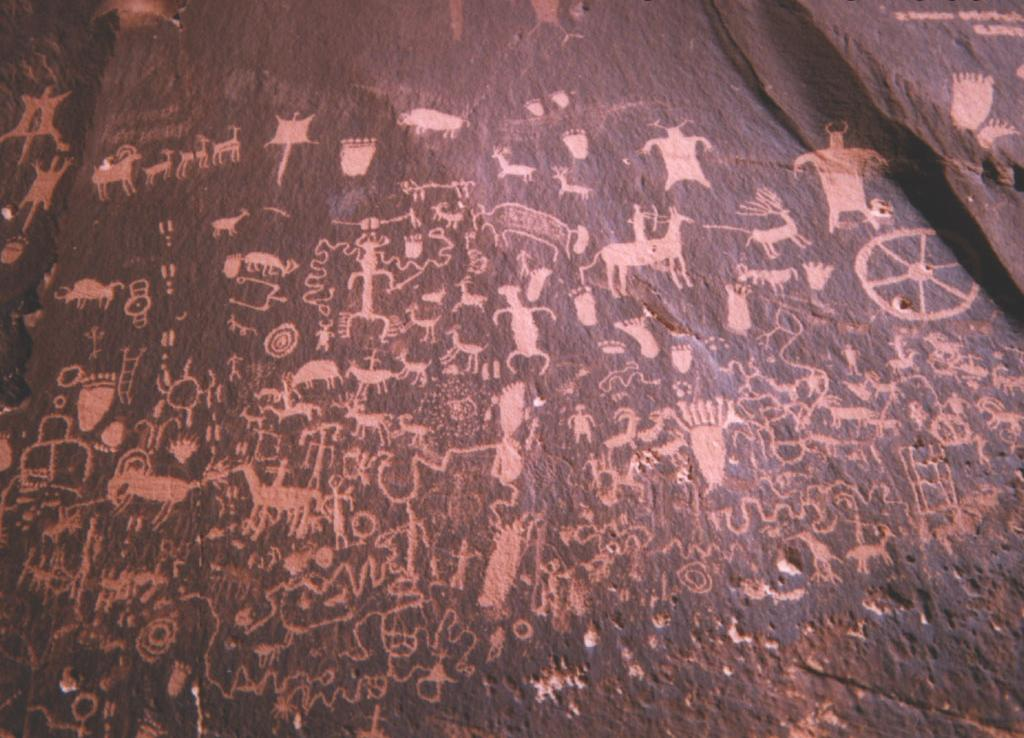
De beroemde petrogliefen op de Newspaper Rock

Newspaper Rock State Historic Monument is gesitueerd zo'n 40 km ten noordwesten van Monticello, Zuid-Oost Utah, VS. Het monument omvat een platte rots met een van de grootst bekende verzameling petrogliefen.
Verondersteld wordt dat de petrogliefen in de rots zijn gekerfd door Indianen (Native Americans). De reden voor de hoge concentratie petrogliefen is onduidelijk, wat de rots nogal mysterieus maakt.
Op de rots worden mensen op paarden voorgesteld, wielen, wild en andere voorwerpen en dieren.
De locatie is nabij een kleine stroom en een weg gelegen in een gebied met hoge kliffen. Het bekerfde gedeelte is langs de State Highway 211 gelegen, op weg naar de toegang van Canyonlands National Park, het Needles district.